# Famille Risler
Pour les articles homonymes, voir Risler et Rossel.
La famille Risler est une famille alsacienne d'origine suisse à laquelle appartiennent plusieurs personnalités de l'industrie, de la politique, des sciences et des arts.

## Origines
Les Risler sont issus d'une famille de l'Ajoie, les Rossel. L'auteur de cette famille, Jean Rossel, était en effet bourgeois et banneret à Porrentruy en 1540. Cette ville étant devenue le siège de l'évêché de Bâle après la Réforme, les tensions religieuses croissantes ont entraîné le départ de plusieurs fils de Jean Rossel en raison de leur confession protestante. Ils ont alors choisi de s'établir dans des villes protestantes de la région, telles que Montbéliard et Mulhouse.
Henri Rossel, marchand drapier, a ainsi été admis au sein de la tribu des tailleurs de la République de Mulhouse en 1570. Dans cette ville germanophone, il a reçu le surnom de « Risler » (aussi orthographié « Riszler » ou « Rissler »), qui deviendra le patronyme de ses enfants et de ses neveux.

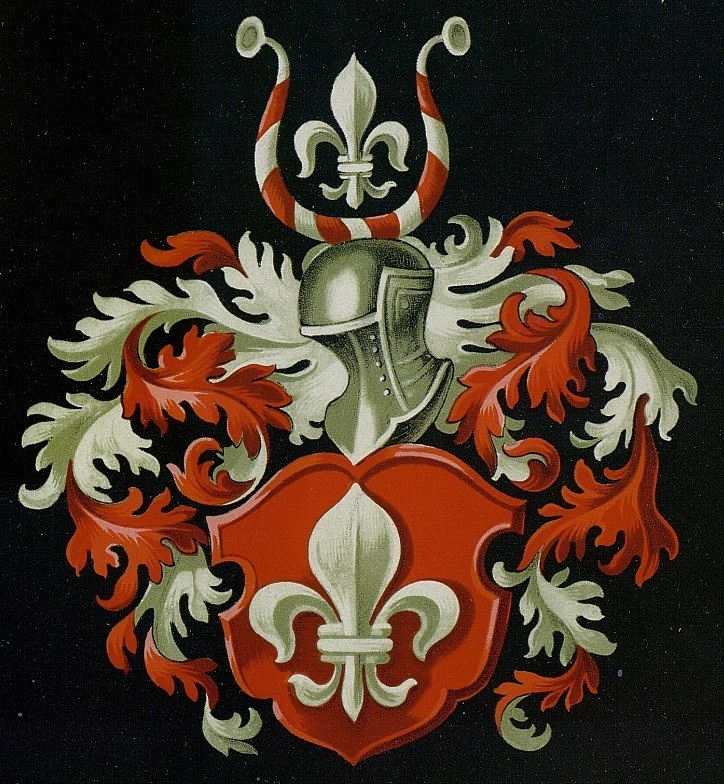
Détail des armoiries d'Henri Risler le jeune (1589-1643), bourgmestre de Mulhouse en 1634, peintes sur les tableaux de bourgmestres de la salle du conseil de l'hôtel de ville de Mulhouse.

L'un de ses fils, Henri Risler le jeune (1589-1643), est élu bourgmestre de Mulhouse en 1634. Cette fonction sera assurée par plusieurs autres membres de la famille Risler au cours des XVIIe siècle et XVIIIe siècle, dont :
- Jean Risler (1597-1665), fils d'un cousin d'Henri le Jeune, élu en 1656[5] ;
- Jérémie Risler (1616-1685), petit-cousin du précédent, élu en 1666[6] ;
- Jean Risler (1630-1695), neveu du bourgmestre homonyme des années 1656-1665, élu en 1675[7] ;
- Nicolas Risler (1641-1710), fils de Jérémie, élu en 1703[8] ;
- Josué Risler (1700-1778), arrière-petit-fils de l'avant-dernier, élu en 1760[9].

Dans la seconde moitié du XVIIIe siècle, les Risler se lancent dans l'industrie textile. En 1756, Jean Risler (1729-1787) est ainsi le cocréateur de la manufacture de toiles peintes Hofer, Risler et Cie. À la fin du siècle, son neveu Hartmann Risler (1758-1844) cofonde puis reprend à son compte une fabrique de papier peints, qu'il transfère en 1797 à Rixheim, où elle devient la manufacture Zuber en 1802.
Les Risler de Mulhouse deviennent une famille française après la réunion de Mulhouse à la France en 1798. L'un des signataires du traité de réunion est d'ailleurs le médecin Jean-Jacques Risler (1744-1814).
Au XIXe siècle, des membres de la famille Risler dirigent ou codirigent des usines à Mulhouse, à Wesserling, à Thann, où ils sont à l'origine de l'industrie chimique de cette ville, ainsi qu'à Vieux-Thann et à Cernay.

## Armoiries

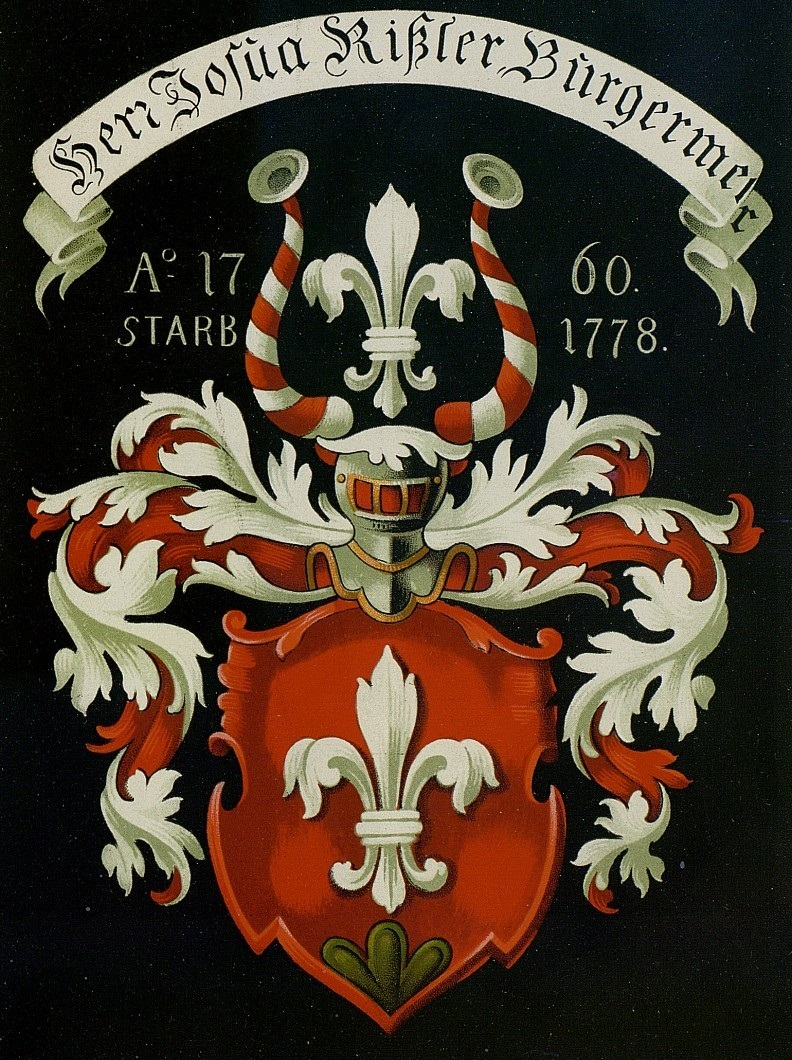
Armoiries de Josué Risler (1700-1778), bourgmestre de Mulhouse en 1760, peintes sur les tableaux de bourgmestres de la salle du conseil de l'hôtel de ville de Mulhouse.

Les armes de la famille se blasonnent ainsi : De gueules à une fleur-de-lis d'argent accompagnée en pointe d'un mont de trois coupeaux de sinople.
Les coupeaux ne sont pas toujours présents. Ainsi, sur un vitrail de 1642, ils figurent dans le blason de Jean Risler mais pas dans celui de Daniel (1600-1660), fils ou frère cadet du précédent. Ils sont également absents des blasons des bourgmestres du XVIIe siècle mais présents dans ceux des bourgmestres du XVIIIe siècle.

## Personnalités

### Branche issue de Jean Rossel le jeune

#### Rameau issu de Daniel Risler (1706-1787)
- Nicolas Risler-Tournier (1827-1899), architecte à Mulhouse puis à Épinal.

#### Rameau issu de Jean Risler (1716-1800)
- Georges Risler (1853-1941), industriel et réformateur social.

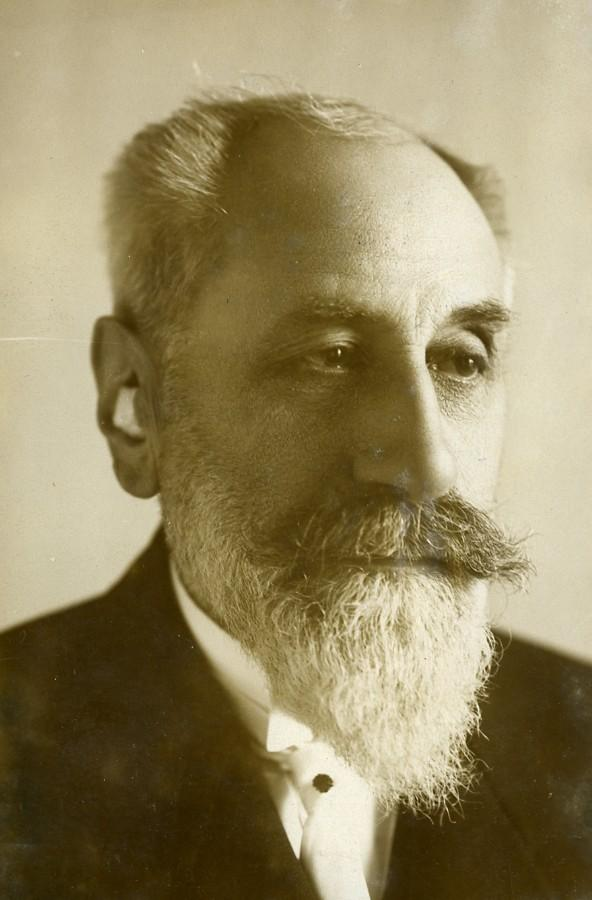
Georges Risler (1853-1941)

#### Descendants de Jérémie Risler (1754-1810)
- Mathieu Risler (d) (1782-1871), industriel, maire de Cernay [1840-1848], père de :
  - Georges Risler (d) (1818-1911), industriel, maire de Cernay [1860-1870, 1885-1905] ;
  - Auguste Risler (d) (1819-1899), peintre, père de :
    - Charles-Auguste Risler (d) (1864-1937), architecte ;
    - Jean Risler (d) (1865-1932), harpiste ;
    - Édouard Risler (1873-1929), pianiste, père de :
      - Élisabeth Risler-François (1905-1989), personnalité de la Fédération française des éclaireuses.

- Jérémie Risler (d) (1788-1846), industriel, frère de Mathieu Risler (d), père de :
  - Eugène Risler (1828-1905), chimiste et agronome.

- Jean-Jacques Risler (1940-2016), mathématicien, petit-fils d'Édouard Risler.

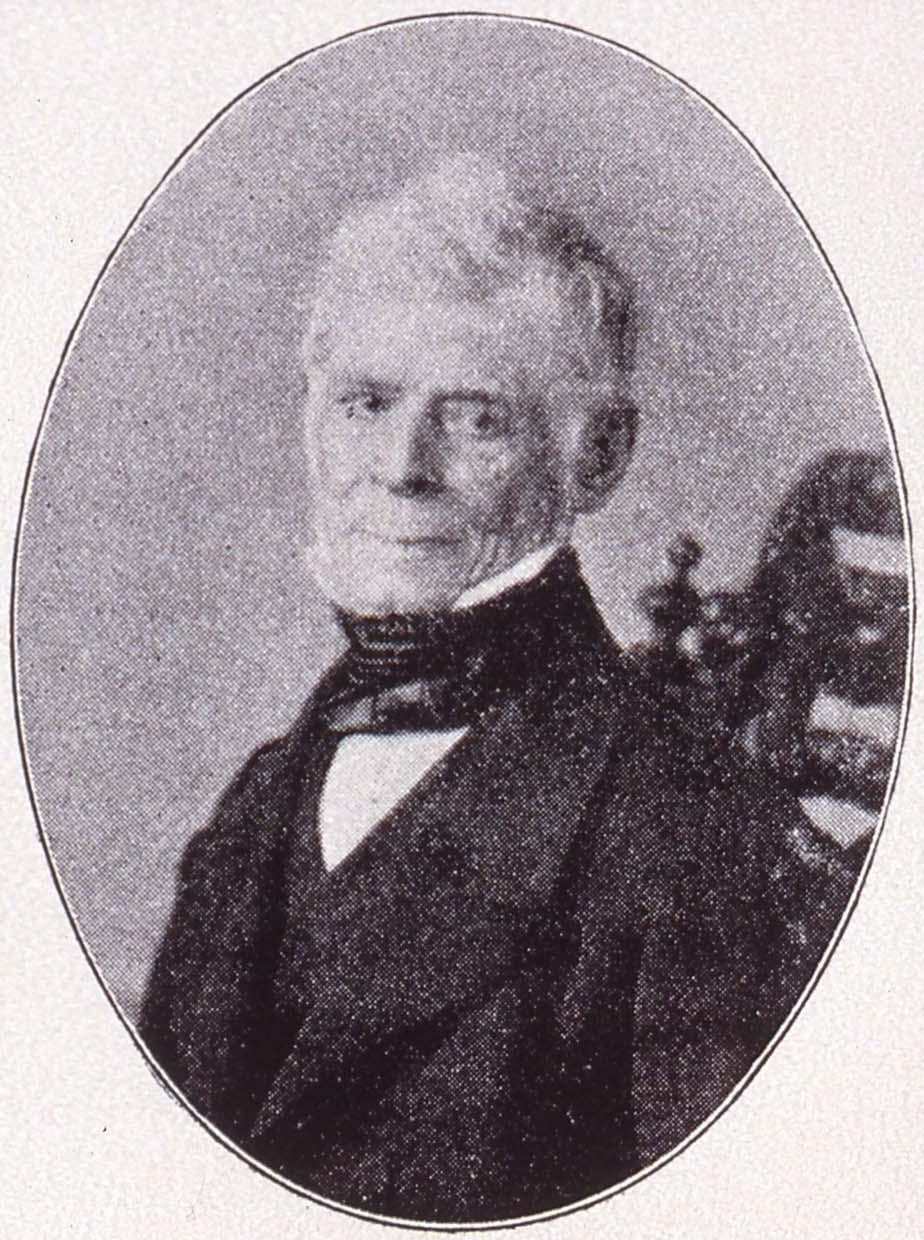
Mathieu Risler (d) (1782-1871)
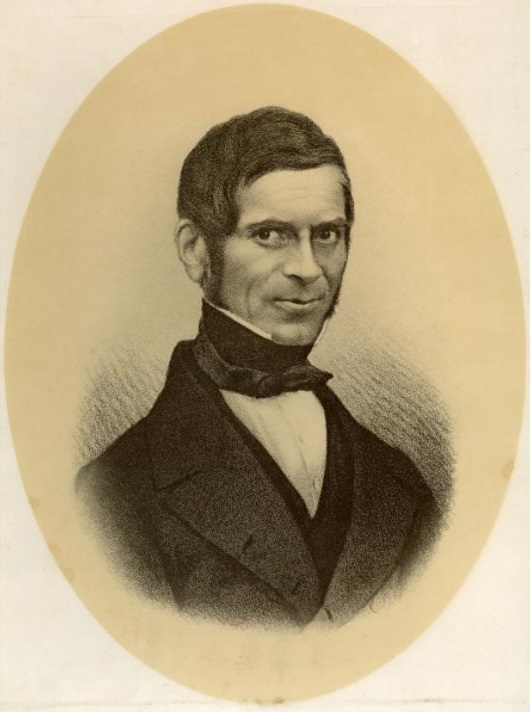
Jérémie Risler (d) (1788-1846)
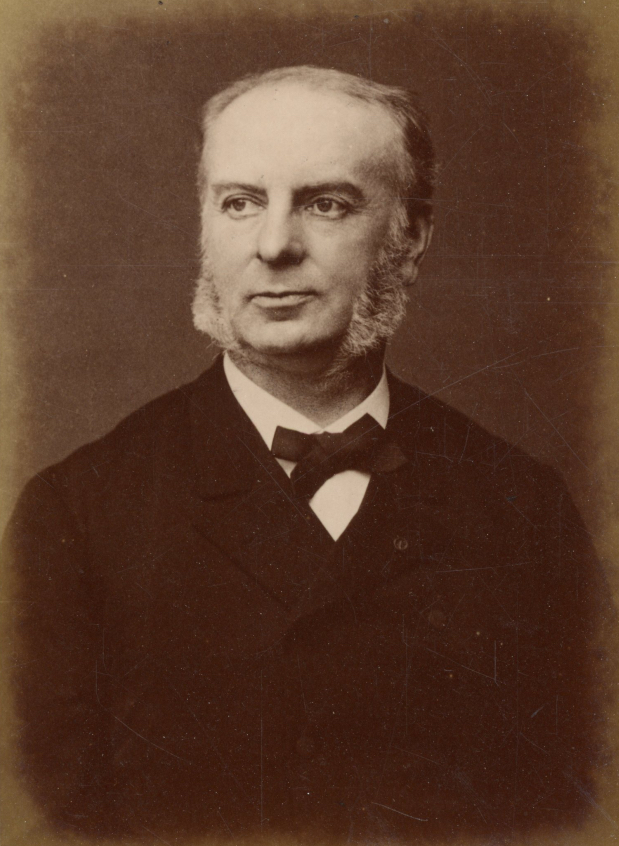
Eugène Risler (1828-1905)
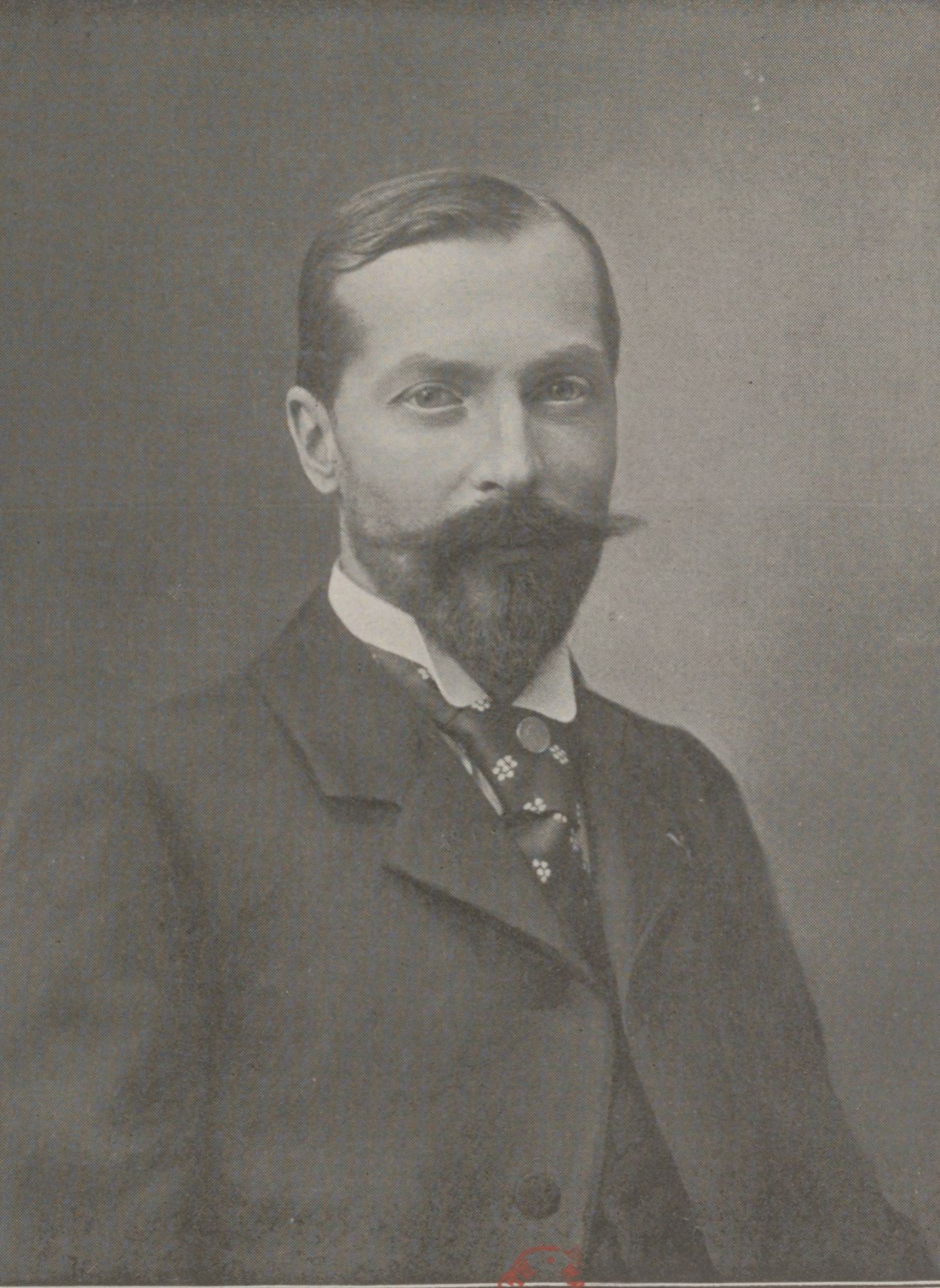
Charles-Auguste Risler (d) (1864-1937)
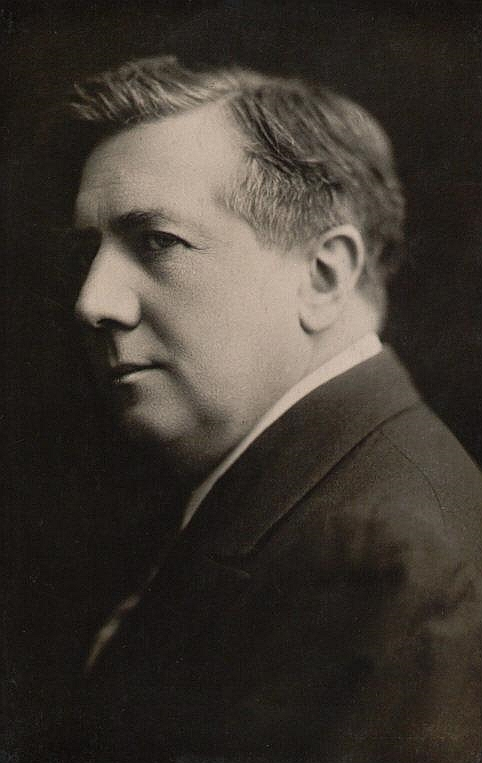
Édouard Risler (1873-1929)
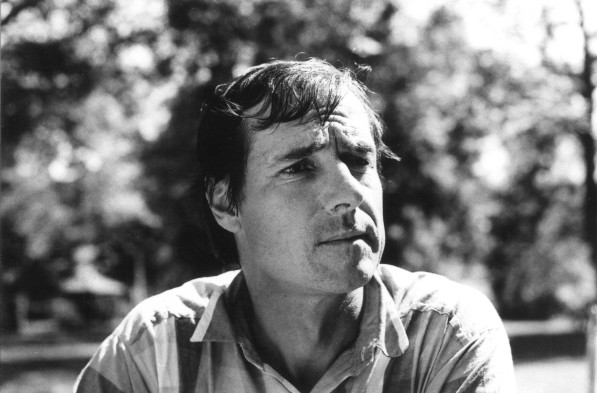
Jean-Jacques Risler (1940-2016)

### Branche issue de Nicolas Rossel († 1624)

#### Rameau issu de Jean-Rodolphe Rossel (1610-1664)
- Georges-David Rossel (1735-1789), membre du conseil de régence de Montbéliard[14], père de :
  - Georges-Frédéric Rossel (1766-1844), maire de Montbéliard[14], père de :
    - Charles-François-Frédéric Rossel (1805-1880), juge à Montbéliard[14] et conseiller général du Doubs pour le canton de Blamont [1836-1850][15], père de :
      - Frédéric-Charles Rossel (1841-1899), ingénieur, industriel à Montbéliard[14], père de :
        - Frédéric Rossel (1871-1940), constructeur automobile à Sochaux.

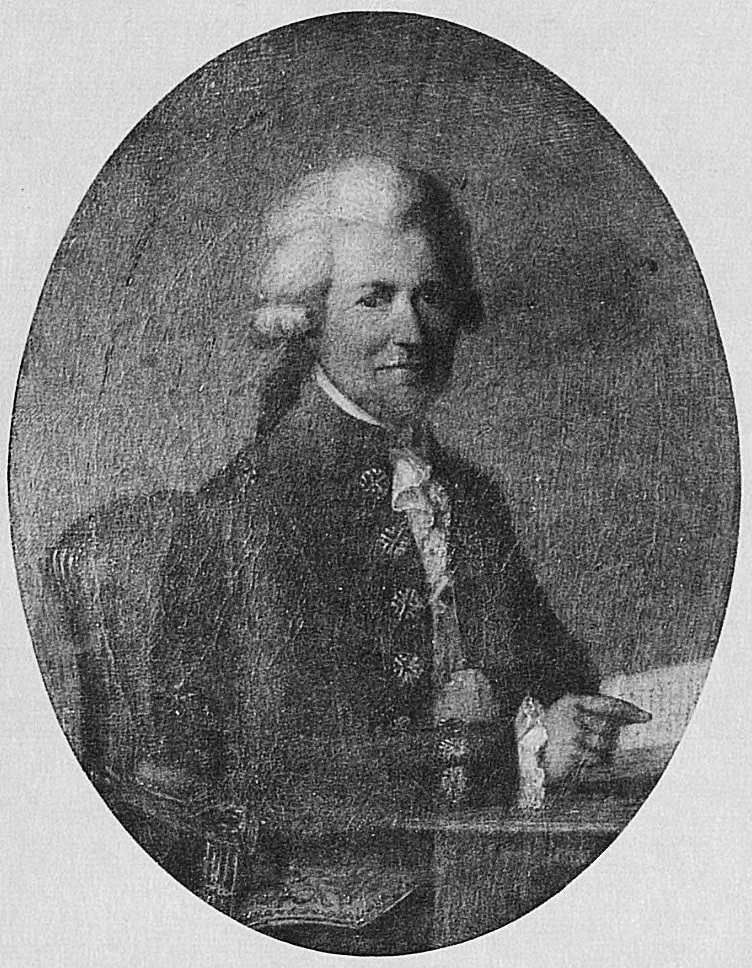
Georges-David Rossel (1735-1789)
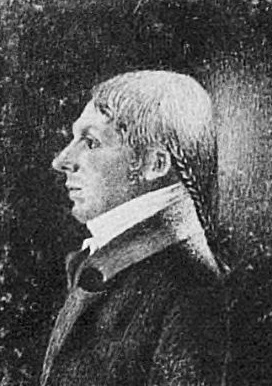
Georges-Frédéric Rossel (1766-1844)
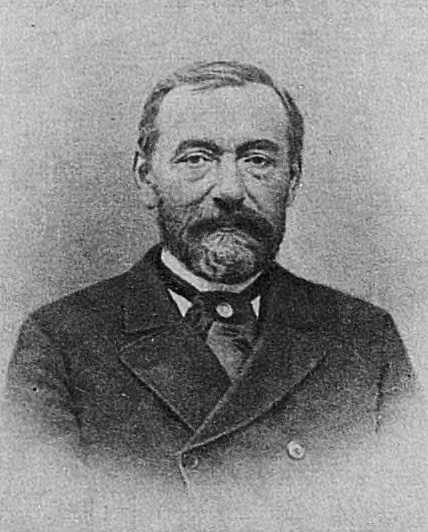
Frédéric-Charles Rossel (1841-1899)

#### Rameau issu de Jérémie Risler (1616-1685)

##### Descendants de Nicolas Risler (1690-1777)
- André Risler (d) (1863-1912), orfèvre-joaillier, cofondateur, avec Georges Carré, de la firme A. Risler & Carré.

##### Descendants de Jérémie Risler (1693-1763)
- Jean Risler (1760-1829), pharmacien et libraire-imprimeur, initiateur des recherches généalogiques sur sa famille[16], arrière-arrière-grand-père de :
  - Élisabeth Risler (1886-19..), épouse de Paul Bargeton[17].

- Camille Risler (1821-1881), industriel, père de :
  - Charles Risler (1848-1923), homme politique, maire du 7e arrondissement de Paris [1882-1819] ;
  - Eugénie Risler (d) (1850-1920), épouse de Jules Ferry.

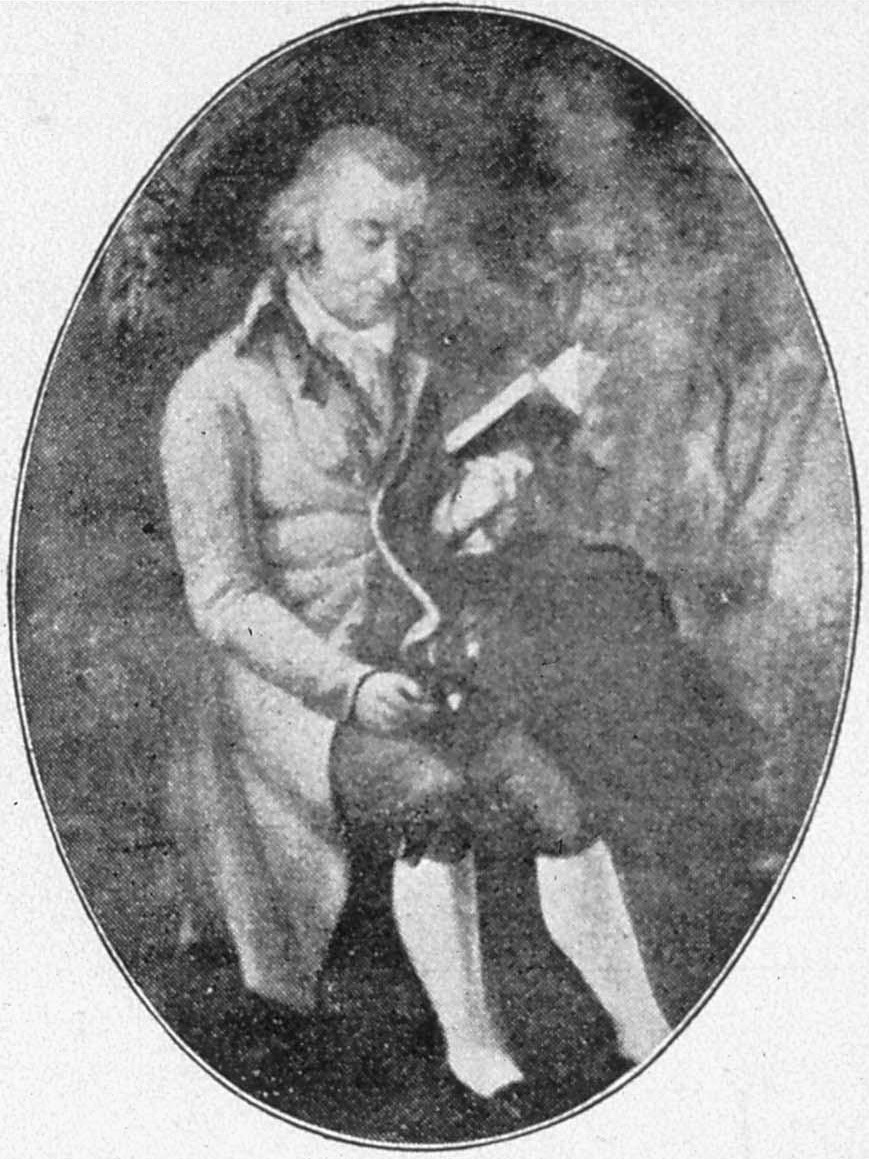
Jean Risler (1760-1829)
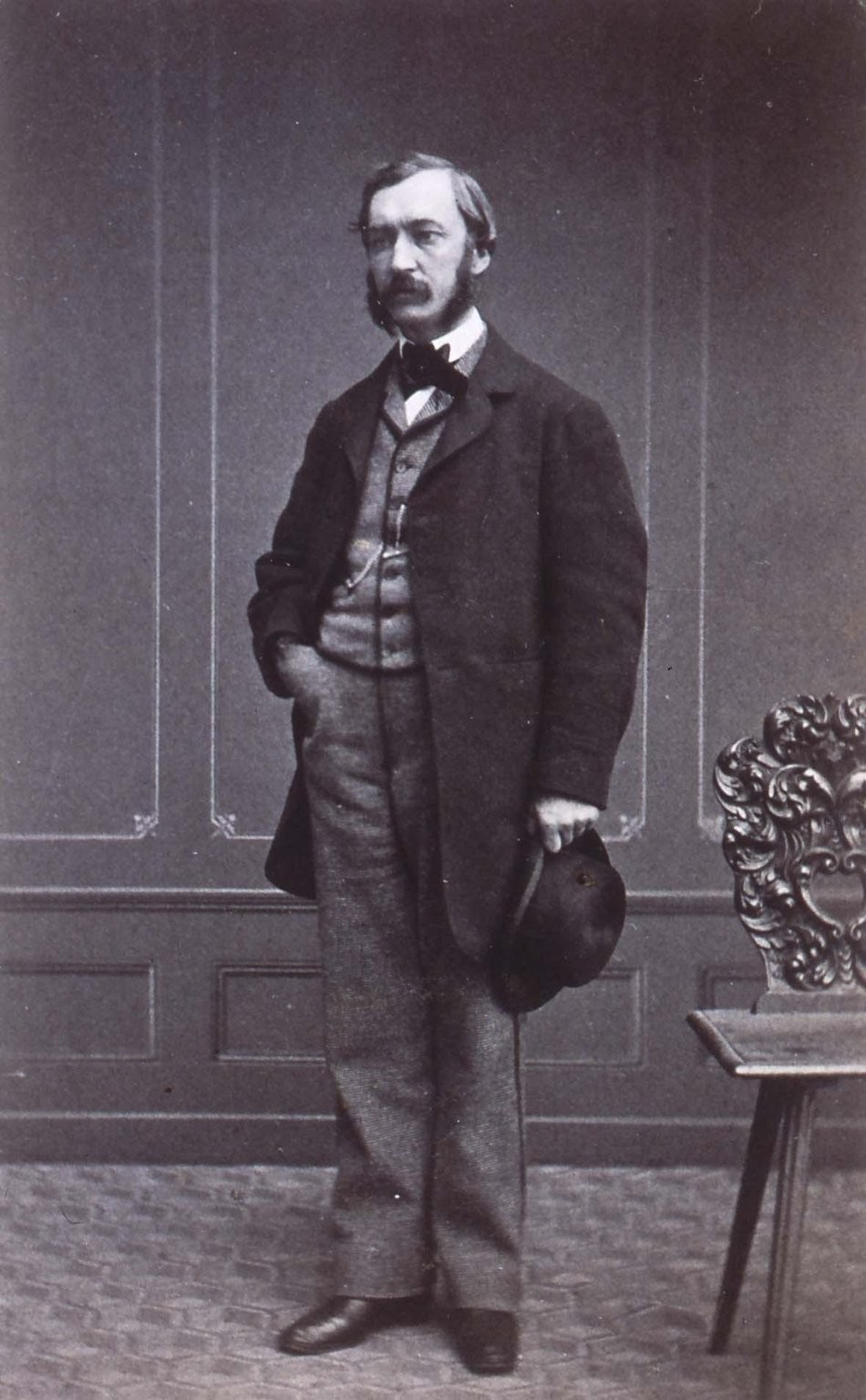
Camille Risler (1821-1881)
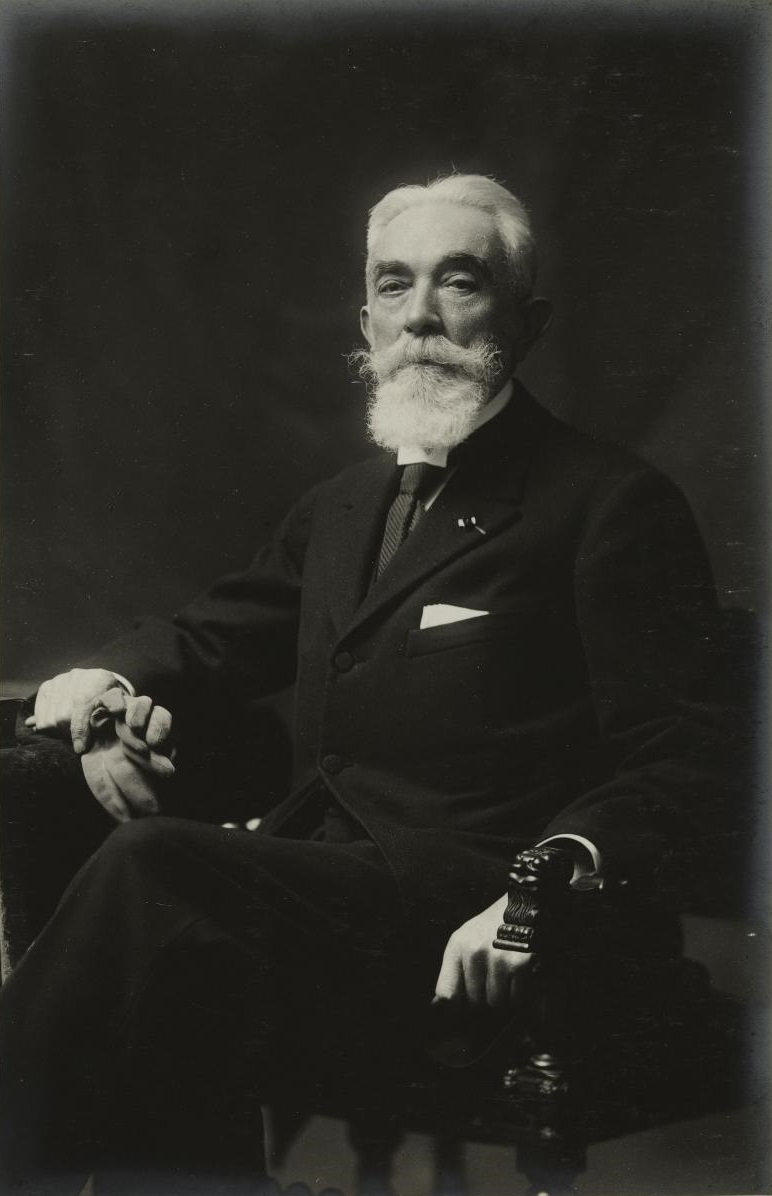
Charles Risler (1848-1923)
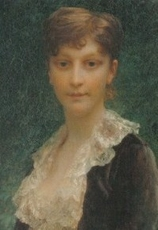
Eugénie Risler (d) (1850-1920)